# Bissiang
Bissiang est un village du Cameroun situé dans la région du Sud et le département de l'Océan, chefferie de 3e degré du groupement Batanga Nord (Fang) dans la commune de Lokoundjé.

## Géographie
Le village est à 16 km de Kribi sur la route provinciale P8 qui relie Kribi à Bipindi et Lolodorf.

## Population
En 1966, la population était de 298 habitants. Lors du recensement de 2005, le village comptait 620 habitants dont 290 hommes et 330 femmes, principalement des Fangs. Le sénateur Grégoire Mba Mba est originaire de Bissiang.

## Cultes
La paroisse catholique Saint Jean-Paul II de Bissiang relève de la zone pastorale de Kribi du diocèse de Kribi.